# Онищенко, Геннадий Григорьевич
Генна́дий Григо́рьевич Они́щенко (род. 20 ноября 1950, село Чангыр-Таш, Сузакский район, Ошская область, Киргизская ССР, СССР) — российский государственный деятель, политик и врач-эпидемиолог. Депутат Государственной думы Федерального собрания Российской Федерации VII созыва, первый заместитель председателя комитета по образованию и науке с 5 октября 2016 года, член комиссии Государственной Думы по правовому обеспечению развития организаций оборонно-промышленного комплекса Российской Федерации, член фракции «Единая Россия».
Главный государственный санитарный врач Российской Федерации, руководитель Роспотребнадзора в 1996—2013 годах, помощник Председателя Правительства РФ Д. А. Медведева в 2013—2016 годах. Академик РАМН (2002), академик РАН (с 2013 года), доктор медицинских наук, профессор. Заслуженный врач Российской Федерации и Кыргызстана, член президиума общероссийской общественной организации «Лига здоровья нации». Член президиума Российской академии наук, заместитель президента Российской академии образования. Действительный государственный советник Российской Федерации 1 класса. Герой Труда Донецкой Народной Республики (2021).

## Биография
Родился 20 ноября 1950 года в селе Чангыр-Таш в Киргизии. В 1973 году окончил санитарно-гигиенический факультет Донецкого государственного медицинского института имени М. Горького по специальности «гигиена, санитария и эпидемиология». Кандидат в мастера спорта по тяжёлой атлетике.
С 1973 по 1987 годы работал в системе министерства путей сообщения СССР, сначала врачом-эпидемиологом, затем на руководящих постах разных уровней. В 1982 году стал главным санитарным врачом Московского метрополитена, в 1983 — начальником центральной санитарно-эпидемиологической станции МПС СССР.
В 1988 году был назначен заместителем начальника Главного управления карантинных инфекций Министерства здравоохранения СССР.
Участвовал в ликвидации аварии на Чернобыльской АЭС.
Осенью 1995 года, во время Первой чеченской войны Онищенко был похищен боевиками по дороге из Моздока на подъезде к Грозному, находился в плену у чеченских боевиков.
В июне 2009 года Эдуард Кокойты вручил Геннадию Онищенко паспорт гражданина Южной Осетии и награду республики — Орден Почёта.
Геннадий Григорьевич Онищенко известен в народе как автор крылатых фраз и выражений практически по всем значимым событиям.
С 1993 по 2002 год — член Конструктивно-экологического движения России «Кедр», преобразованного в 2002 году в экологическую партию «Зелёные».

### Главный санитарный врач Российской Федерации
С 11 января 1993 года — заместитель председателя Государственного комитета санитарно-эпидемиологического надзора — заместитель Главного государственного санитарного врача Российской Федерации.
С 1 июня 1996 года — исполняющий обязанности председателя Государственного комитета санитарно-эпидемиологического надзора Российской Федерации.
С 25 октября 1996 года — первый заместитель Министра здравоохранения Российской Федерации — главный государственный санитарный врач Российской Федерации.
Получил известность в 2000 году, когда потребовал усилить госконтроль за производством и рекламой пива. В 2003 году много высказывался в СМИ по поводу угрозы пандемии атипичной пневмонии (SARS), начиная с 2004 года активно привлекал внимание общественности к опасности, связанной с пандемией птичьего гриппа.

### Руководитель Роспотребнадзора
С 12 марта 2004 года по 23 октября 2013 года — руководитель новообразованной Федеральной службы по надзору в сфере защиты прав потребителей и благополучия человека (Роспотребнадзор).

#### Запрет на поставки вина из Грузии и Молдавии, молока из Белоруссии
В марте 2006 года Роспотребнадзор полностью запретил ввоз грузинских и молдавских вин в Россию, мотивировав этот шаг несоответствием значительной их части санитарным нормам. Руководство Грузии признало наличие большой массы подделок на рынке грузинского вина и возбудило уголовные дела против руководства ряда винных заводов. Согласно опросу ВЦИОМ, 71 % населения России поддержали ограничения, введённые Геннадием Онищенко.
В октябре 2007 года был снят запрет на ввоз молдавских вин.
C 6 июня 2009 года Роспотребнадзор запретил ввоз почти 500 наименований молочной продукции из Белоруссии, а потом ещё 800 — из-за того, что белорусские производители не переоформили документы в соответствии с требованиями техрегламента по молоку. Белорусская делегация не приехала на саммит ОДКБ (15 июня 2009 г.) в Москву, объяснив свой шаг «экономической дискриминацией» со стороны одной из стран ОДКБ.
Г. Г. Онищенко обосновал целесообразность применения Роспотребнадзором положений статьи 1065 ГК РФ, на основании которой возможна подача в арбитражные суды исков о запрещении деятельности, создающей опасность причинения вреда в будущем. Статья «Административное приостановление деятельности как вид наказания и запрещение соответствующей деятельности в целях предупреждения вреда в будущем» (журнал «Исполнительное право» № 2, 2008 год), написанная руководителем юридической службы Управления Роспотребнадзора по городу Санкт-Петербургу Игорем Соломонисом, стала практическим пособием для работников Роспотребнадзора.

#### Предложение о запрете производства и продажи табачных изделий
В декабре 2008 года Геннадий Онищенко предложил новые радикальные меры по борьбе с курением. Он заявил, что на территории России необходимо запретить употребление, и не только на улице, но и также продажу и производство сигарет, передает Интерфакс.
Онищенко пояснил, что вводить такие меры стоит не сразу, а после научно обоснованного переходного периода, по итогам реализации специальной программы. Именно в таком контексте сейчас обсуждается вопрос о борьбе с курением в Евросоюзе, добавил он.
Позднее, обсуждая предполагаемый в готовящемся антитабачном законе запрет демонстрации процесса курения в предназначенных для детей аудиовизуальных произведениях и передачах, Г. Г. Онищенко высказал в интервью радиостанции «Эхо Москвы» мнение, что негативные персонажи мультфильмов и кинофильмов курить могут, причём в качестве примеров таких персонажей назвал Волка из мультсериала «Ну, погоди!» и Джеймса Бонда.

#### Свиной грипп
В июле-августе 2009 года Онищенко рекомендовал исполнительной власти регионов ограничить проведение массовых мероприятий, а правительству — закрывать международное сообщение со странами, в которых наблюдаются вспышки заболевания свиным гриппом. Населению РФ он рекомендовал ездить на отдых на российские курорты в ущерб отдыху за границей.

#### Инициативы 2011 года
Летом 2011 года Роспотребнадзор выступил с запретом ввоза овощей из Египта, как очага развития некоторых кишечных инфекций; при этом был снят запрет на импорт овощей из Италии и Венгрии, прошедших процедуру соответствующей сертификации. Осенью того же года Геннадий Онищенко выступил с инициативой введения внезапных проверок на предприятиях общественного питания, что, по его мнению, повысило бы качество и уровень обслуживания в общепитах.

#### Конфликт с Госдумой по антитабачному закону
23 октября 2012 года высказался по поводу проекта нового закона против табакокурения, отметившись резкими высказывания против Государственной думы РФ, заявив в частности:

Если наша дума не примет тот закон, который внесён, я как гражданин буду ставить вопрос о её роспуске. Я имею право, как избиратель так говорить.

В ответ на это члены думской фракции «Единая Россия» выступили против главы Роспотребнадзора. Андрей Макаров, в частности, предложил «направить господина Онищенко на психиатрическое освидетельствование». Спикер думы Сергей Нарышкин заявил, что:

Я давно и хорошо знаю Геннадия Григорьевича Онищенко, отношусь к нему с большим уважением, ценю его работоспособность, преданность делу и глубокие профессиональные знания, но очевидно в понимании того, что такое правовое государство, как формируется и функционируют его основные институты, у Геннадия Григорьевича есть пробелы. Я его приглашу и дам соответствующие пояснения.

В тот же день, когда произошёл конфликт, вышла статья, в которой утверждается, что российская блогосфера поддерживает Онищенко и его позицию по табачному вопросу. В ней приводится несколько цитат, из которых следует, что заявления о необходимости отправить главного санитарного врача РФ на «психиатрическое освидетельствование» некоторые пользователи Интернета сочли оскорбительными.

#### Отношение к ГМО
В 2010 году Геннадий Онищенко назвал благом для России биотехнологии и генно-модифицированные продукты. В июне 2012 года Роспотребнадзор предложил начать использование в России генно-модифицированных организмов при выращивании сельскохозяйственных культур. Геннадий Онищенко подписал данное предложение, которое позже было направлено в Госдуму и реализовано в виде проекта постановления Правительства РФ «Об утверждении Порядка государственной регистрации генно-инженерно-модифицированных организмов, предназначенных для выпуска в окружающую среду, а также продукции, полученной с применением таких организмов или содержащей такие организмы».
В 2015 году Геннадий Онищенко изменил свою позицию касательно ГМО, выдвинув идею, что в России на уровне министерств и ведомств необходимо создание системы контроля за обращением ГМ-продуктов и методологии оценки рисков. Большинство СМИ, в частности, Газета.ру, в насмешливой форме описали эту новость.

#### Конфликт с Roshen
В июле 2013 года руководитель Роспотребнадзора заявил о запрете поставок в Россию кондитерских изделий украинской компании Roshen. 29 июля Онищенко заявил, что подозрения ведомства «оправдались», что кондитерские изделия украинской фирмы не соответствуют «заявленным параметрам», а также имеется претензия к «качеству и безопасности» товара.
16 августа, комментируя слухи о «торговой войне» между Россией и Украиной, Геннадий Онищенко сказал следующее:

У России к Украине есть перечень претензий в сфере защиты прав потребителей, однако считать это торговой войной неправильно.

#### Запрет литовского молока
В октябре 2013 года в России вводится комплекс мер по ограничению поставок молочной продукции из Литвы. Об этом говорится в официальном сообщении Роспотребнадзора:

… факты свидетельствуют об ослаблении контроля в Литовской Республике за качеством и безопасностью пищевых продуктов и необходимости введения ограничительных мер по ввозу пищевых продуктов Литовской Республики на территорию Российской Федерации. Учитывая вышеизложенное Роспотребнадзором приостановлен ввоз на территорию Российской Федерации молока и молочной продукции производства Литовской Республики..

#### Отставка
22 октября 2013 года заместитель Председателя Правительства Российской Федерации Ольга Голодец, комментируя слухи об отставке Г. Г. Онищенко, заявила:

У Геннадия Григорьевича Онищенко истёк срок полномочий на посту главы Роспотребнадзора, в связи с чем он покидает этот пост. Новым главой ведомства будет назначена заместитель руководителя Роспотребнадзора Анна Попова.

Позднее в тот же день Онищенко отказался подтвердить информацию о своей отставке, назвав Ольгу Голодец «странным персонажем», который «не относится к числу людей, принимающих решение». Министр здравоохранения РФ Вероника Скворцова заявила, что Онищенко «из системы никуда не уйдёт», сказав, что ему, возможно, будет предложен другой пост.
Пресс-секретарь главы Правительства РФ Наталья Тимакова сделала официальное заявление о том, что Онищенко не отправлен в отставку, распоряжение об этом не было подписано Д. А. Медведевым.
23 октября появилась информация о том, что Онищенко будет уволен приказом Д. А. Медведева после возвращения премьер-министра из Китая. Одной из причин отставки Онищенко, по словам одного из правительственных чиновников, станет «проблема управляемости» главы Роспотребнадзора.
Вечером 23 октября 2013 года Геннадий Онищенко был официально отправлен в отставку с поста главы Роспотребнадзора и назначен помощником Председателя Правительства Российской Федерации Дмитрия Медведева.

### После отставки
В 2013—2016 годах помощник премьер-министра Дмитрия Медведева.
24 октября 2014 года призвал людей отказаться от потребления алкоголя. В заявлении Онищенко посоветовал мужчинам, «если плохо на душе», заниматься физической активностью, а женщинам — слушать музыку и гулять на свежем воздухе, «но ни в коем случае не алкоголь — это самообман».
5 августа 2015 года, комментируя предложенное Минпромторгом РФ расширение перечня медицинских товаров, попадающих под ограничения при госзакупках (в котором речь шла, в частности, о возможном ограничении закупок иностранных презервативов), Геннадий Онищенко заявил, что «резинотехнические изделия» не имеют никакого отношения к здоровью граждан, а данное ограничение заставит россиян быть «более дисциплинированными, более строгими и разборчивыми в выборе партнера». Также бывший главный санитарный врач сказал, что российские производители смогут составить конкуренцию западным в отношении продукции, на закупки которой планируется ввести ограничения. Высказывание относительно презервативов вызвало неоднозначную реакцию: руководитель Федерального научно-методического центра по профилактике и борьбе со СПИДом академик Вадим Покровский, заявил, что прямой связи между распространением ВИЧ-инфекции и ограничениями Минпромторга нет, но «Наша задача — любой ценой обеспечить население более дешевыми и доступными препаратами, в первую очередь презервативами. Сейчас на импортные — цены очень высокие. Если у учащегося ПТУ встанет вопрос, что покупать — пиво или презерватив, он, скорее, пиво купит, оно дешевле», а с другой стороны, например, доктор медицинских наук Павел Кротин «усмехнулся» над заявлением коллеги, отметив, что ухудшение качества презервативов приведет к распространению нежелательных беременностей и ЗППП.
22 мая 2016 года по итогам праймериз «Единой России» занял первое место в борьбе за место кандидата в депутаты Государственной Думы от этой партии по Тушинскому одномандатному округу № 206 в Москве. Спустя два дня премьер-министр РФ Дмитрий Медведев снял с Онищенко наложенный в феврале выговор «за нарушение требований статьи 18 федерального закона о государственной гражданской службе РФ». При подаче декларации кандидат не задекларировал участок и жилой дом в Подмосковье.
с 5 октября 2016 года — депутат Государственной думы 7-го созыва, первый зампред комитета по образованию и науке
В феврале 2017 года Онищенко в интервью телеканалу «Россия 24» заявил, что считает целесообразным гуманно усыплять невостребованных бездомных собак, содержащихся в муниципальных приютах, а также, что считает недопустимым нахождение таких животных на улицах городов, так как они представляют собой угрозу как санитарным нормам, так и безопасности граждан. Это заявление вызывало осуждение со стороны российской зоозащитной общественности, отстаивающей права бездомных собак и выступающих за их свободу и неприкосновенность, однако часть зоозащитников поддержали Онищенко, подчеркнув, что подобные методы обращения с бездомными животными практикуются во всех развитых странах мира.
В июле 2017 года предложил запретить использование и продажу спиннеров.
13 апреля 2018 года стал одним из инициаторов законопроекта № 441399-7 «О мерах воздействия (противодействия) на недружественные действия Соединенных Штатов Америки и (или) иных иностранных государств», в пункте 15 второй статьи которого предлагается ввести запрет или ограничение ввоза на территорию РФ лекарств, произведённых в США или других иностранных государствах. Законопроект подвергся критике со стороны ряда общественных организаций, комитета Совета Федерации по социальной политике и комитета Госдумы по международным делам.
В марте 2019 года возглавил региональную общественную организацию «Землячество Донбассовцев». В своём приветственном слове членам Землячества озвучил свою мечту: «Вернуть Донбасс и всю Украину домой — в Россию!».

## Законотворческая деятельность
С 2016 по 2019 год, в течение исполнения полномочий депутата Государственной Думы VII созыва, выступил соавтором 15 законодательных инициатив и поправок к проектам федеральных законов.

## Критика
После введения запрета на поставку ряда грузинских и молдавских товаров в Россию представители этих стран и участники рынка обвиняли ведомство, возглавляемое Онищенко, и его лично в политической ангажированности. Ряд российских журналистов высказывал мнения, что запрет на ввоз продукции Грузии и Молдавии, введённый Онищенко, продиктован не санитарными, а скорее внешнеполитическими причинами.

## Личная жизнь
Женат, имеет трёх сыновей и дочь. Заявлял, что категорически не употребляет алкоголь. В 2017 году Онищенко рассказал, что дома у него живёт собака, взятая из приюта.

## Звания и награды
- Действительный государственный советник Российской Федерации 1 класса (1999 год)[7];
- Почётный профессор Иркутского государственного медицинского университета;
- Заслуженный врач Республики Тыва (2014 год)[68]
- Юбилейная медаль «МПА СНГ. 25 лет» (13 октября 2017 года) — за заслуги в деле развития и укрепления парламентаризма, за вклад в развитие и совершенствование правовых основ функционирования Содружества Независимых Государств, укрепление международных связей и межпарламентского сотрудничества[69]

- заслуженный врач Российской Федерации (10 декабря 1998) — за заслуги в области здравоохранения и многолетнюю добросовестную работу[70];
- Государственная премия Российской Федерации (2002) — за разработку и внедрение в медицинскую практику новых средств специфической профилактики, диагностики и лечения сибирской язвы[71];
- медаль «За заслуги перед Ставропольским краем»[вд] (октябрь 2003) — за активное участие в ликвидации последствий стихийного бедствия на Ставрополье в июне 2002 года[72];
- премия Правительства Российской Федерации в области науки и техники (2005);
- орден «За заслуги перед Отечеством» IV степени (14 ноября 2005) — за большой вклад в организацию здравоохранения, санитарно-эпидемиологической службы Российской Федерации и многолетнюю добросовестную работу[73];
- премия Правительства Российской Федерации в области науки и техники (20 февраля 2006) — за научное обоснование, разработку и внедрение системы защиты населения Российской Федерации от новых биологических угроз[74];
- медаль ордена «За заслуги перед Отечеством» I степени (16 ноября 2006) — за большой вклад в подготовку и проведение встречи глав государств и правительств стран — членов «Группы восьми» в городе Санкт-Петербурге[75];
- орден Почёта (29 декабря 2008)[76];
- орден Почёта (24 ноября 2010) — за заслуги в области здравоохранения и многолетнюю добросовестную работу[77];
- премия «Человек года»[вд] (27 ноября 2013)[78];
- премия «Призвание» (2014) — за проведение санитарно-эпидемиологических мероприятий на территории восточных регионов России, пострадавших от наводнения[79];
- медаль Столыпина П. А. II степени (2018);
- медаль «Во cлаву Осетии»[вд];
- Герой Труда ДНР;
- Награды Донецкой Народной Республики;
- медаль Столыпина П. А..